# Komplimentswahl
Die Komplimentswahl war ein in der zweiten Hälfte des 19. Jahrhunderts übliches Wahlverfahren in der Schweiz. Amtierende Bundesräte stellten sich vor Ablauf der Legislaturperiode dem Urteil der Stimmberechtigten ihres Kantons bzw. Wahlkreises, indem sie als Nationalräte kandidierten. Mit einer erfolgreichen Wahl in den Nationalrat stellten sie unter Beweis, dass sie weiterhin das Vertrauen des Volkes besassen. Diese Bestätigung der Legitimation als Regierungsmitglied galt als Voraussetzung für die Wiederwahl eines Bundesrates durch die Bundesversammlung. Unmittelbar nach erfolgreicher Wahl in den Bundesrat mussten die frei gewordenen Nationalratssitze in Ersatzwahlen neu besetzt werden. Ab den 1880er Jahren wurde die Komplimentswahl wegen ihrer Unvereinbarkeit mit der Gewaltenteilung zunehmend kritisiert und geriet allmählich ausser Gebrauch. 1896 wurde sie letztmals angewendet.

## Auswirkungen
Komplimentswahlen fanden erstmals anlässlich der Nationalratswahlen 1851 statt. Im Oktober 1854 belegte Ulrich Ochsenbein im Wahlkreis Bern-Seeland den letzten Platz, woraufhin die Bundesversammlung ihn nicht als Bundesrat wiederwählte und stattdessen seinen Konkurrenten Jakob Stämpfli vorzog. Bei denselben Nationalratswahlen scheiterte Stefano Franscini im Wahlkreis Tessin-Nord. Da im Kanton Schaffhausen im ersten und zweiten Wahlgang noch keine Entscheidung gefallen war, kandidierte er stattdessen dort und wurde auch gewählt, womit die Bundesversammlung seine Legitimation durch das Volk als bestätigt betrachtete. Wilhelm Matthias Naeff, der dem Bundesrat von 1848 bis 1875 angehörte, erhielt bei den Nationalratswahlen 1866 im Wahlkreis St. Gallen-Nordost ebenfalls keine Zustimmung des Volkes mehr, da er bereits fast zwei Jahrzehnte in Bern lebte und dadurch kaum noch Kontakt zur Basis hatte. 1869 und 1872 verzichtete er auf eine Nationalratskandidatur. Trotzdem bestätigte ihn die Bundesversammlung stets, wenn auch jeweils nur knapp.
1866 verloren die radikalen Freisinnigen im Kanton Genf alle Sitze an die gemässigten Liberalen. Dadurch war auch die Wiederwahl von Jean-Jacques Challet-Venel als Bundesrat gefährdet. Nur aufgrund des Umstands, dass der Liberale Philippe Camperio eine Wahl in den Bundesrat ausdrücklich ablehnte, blieb Challet-Venel weiterhin im Amt. Obwohl ihm bei den Nationalratswahlen 1872 eine ansprechende Komplimentswahl gelang, wählte ihn die Bundesversammlung trotzdem nicht wieder. Gründe waren sein Widerstand gegen die Totalrevision der Bundesverfassung und seine Kandidatur auf einer «antirevisionistischen Liste». Im Gegensatz zu Challet-Venel war Paul Cérésole ein Anhänger der Totalrevision, was ihm aber im Kanton Waadt wenig Sympathien einbrachte. Um seine Wiederwahl als Bundesrat zu sichern, stellte er sich 1872 nicht in seinem Heimatkanton der Komplimentswahl, sondern mit Erfolg im Wahlkreis Bern-Oberland.
Josef Martin Knüsel unterlag bei den Nationalratswahlen 1875 im Wahlkreis Luzern-Ost, worauf er seinen Rücktritt als Bundesrat bekanntgab. Vor den Nationalratswahlen 1878 wurde Bundesrat Numa Droz aufgrund parteiinterner Differenzen im Kanton Neuenburg gar nicht erst als Kandidat aufgestellt. In der übrigen Schweiz war er hingegen unbestritten, weshalb ihn die Bundesversammlung trotz fehlender Komplimentswahl bestätigte. Joachim Heer verzichtete im selben Jahr ausdrücklich auf eine Komplimentswahl im Kanton Glarus, da er aus gesundheitlichen Gründen seinen baldigen Rücktritt aus dem Bundesrat in Aussicht stellte.

## Grundsatzkritik
Der renommierte Staatsrechtler Simon Kaiser, ein Nationalratsmitglied aus dem Kanton Solothurn, war der erste, der die Komplimentswahl grundsätzlich kritisierte. Er war es auch, der diesen Begriff prägte und dabei bewusst eine negative Konnotation hervorrief (andere verwendeten bisweilen den Begriff «Zutrauensvotum»). Seiner Ansicht nach erniedrige man «das Wahlrecht des Volkes zu einer Befriedigung des Ehrgeizes, vielleicht der Höflichkeit, zu einem Komplimente». Man mute der Demokratie zu, «sie solle zur Aristokratie werden, wo die Komplimente, so wie aber auch die Lügen im Gebrauche sind». Mit einer am 8. Dezember 1881 eingereichten Motion verlangte Kaiser die Änderung des Wahl- und Abstimmungsgesetzes von 1872, da die Wahl eines Bundesrates in den Nationalrat – auch wenn sie nur vorübergehend sei – der Bundesverfassung und dem Prinzip der Gewaltenteilung widerspreche.
Die Botschaft des Bundesrates vom 30. Oktober 1883 zur Revision des eidgenössischen Wahl- und Abstimmungsgesetzes ging nicht auf Kaisers Anregung ein und schlug stattdessen vor, die Komplimentswahl explizit festzuschreiben. Ausserdem schlug der Bundesrat eine strenge Unvereinbarkeitsregelung für Bundesbeamte vor. Das unterschiedliche Vorgehen wurde damit gerechtfertigt, dass Bundesräte nur rund zehn Tage dem Nationalrat angehörten, während Bestätigungswahlen für Bundesbeamte durch das Parlament erst fünf Monate nach den Nationalratswahlen stattfänden. Ausserdem dürfe die Wahlfreiheit des Volkes nicht eingeschränkt werden. Als der Nationalrat im März 1885 das Gesetz beriet, stellte Kaiser erneut den Antrag, Bundesräte (und auch Bundeskanzler) von der Wählbarkeit in den Nationalrat auszuschliessen. Sein Antrag wurde zwar angenommen, das Gesetz als Ganzes später jedoch verworfen.

## Rasches Verschwinden
Adolf Deucher, von 1883 bis 1912 im Bundesrat vertreten, wollte sich 1884 nicht einer Komplimentswahl im Kanton Thurgau stellen. Da alle anderen Bundesräte erneut für den Nationalrat kandidierten, konnte er als Amtsjüngster jedoch nicht ausscheren. Vor den Nationalratswahlen 1887 gab er in einer Pressemitteilung bekannt, dass er nun ausdrücklich auf eine Nationalratskandidatur verzichte. Überraschend kam diese Ankündigung nicht, denn seine Abneigung gegen die Komplimentswahl war seit längerem bekannt. In der Presse fand seine Entscheidung allgemein Zustimmung. 1890 folgten zwei weitere Bundesräte, Walter Hauser und Karl Schenk, dem Beispiel ihres Amtskollegen. 1893 gesellte sich auch Josef Zemp zu ihnen, womit nun bereits vier Bundesräte auf die Komplimentswahl verzichteten. Bei den Nationalratswahlen 1896 kandidierte nur noch Adrien Lachenal im Kanton Genf als Nationalrat. 1899 gab es keine Komplimentswahlen mehr, und dieses einst wichtige Wahlprinzip geriet rasch in Vergessenheit.
Im Zusammenhang mit der Nichtwiederwahl Christoph Blochers aus dem Bundesrat und der Eidgenössischen Volksinitiative «Volkswahl des Bundesrates» brachten verschiedene Medien und Politologen zu Beginn des 21. Jahrhunderts die Möglichkeit der Komplimentswahl ins Spiel.